# Justicia onilahensis
Justicia onilahensis är en akantusväxtart som beskrevs av Raymond Benoist. Justicia onilahensis ingår i släktet Justicia och familjen akantusväxter. Inga underarter finns listade i Catalogue of Life.